# Slaget vid Iuka
Slaget vid Iuka var ett slag under det amerikanska inbördeskriget. Det utkämpades den 19 september 1862 i Iuka, Mississippi. Nordstaterna segrade.